# F3 giapponese 2006
La stagione 2006 della F3 giapponese ha avuto inizio il 2 aprile sul circuito del Fuji e è concluso il 18 ottobre sul circuito di Motegi dopo 18 gare in 9 appuntamenti (gara doppia per ogni week-end) sui principali circuiti giapponesi. Il campionato 2006 ha suscitato interesse per la presenza di vetture di 2 costruttori diversi (Dallara, Dome) e di 3 diversi motoristi (Toyota, Nissan e Mugen Honda), il che ha permesso di delineare una mappa prestazionale delle vetture e dei motori dei diversi costruttori. 
La competizione è stata vinta da Adrian Sutil, secondo nella Formula 3 europea nel 2005 e terzo pilota Midland in alcuni appuntamenti del mondiale di Formula 1, l'estone Marko Asmer, nel 2005 protagonista dell F3 inglese, mentre a difendere gli onori nipponici hanno pensato il rookie Kazuya Oshima e Koudai Tsukakoshi, pilota di punta del costruttore giapponese Dome, nonché pilota ufficiale Honda della categoria.

## Gare
01. Fuji ( Giappone) (01-02/04/2006)
Ordine d'arrivo Gara 1: (15 giri per un totale di 68,235 km)
Polesitter: Kazuya Oshima ( Giappone) (Dallara 306-Toyota - Tom's) in 1'35.870
1. Adrian Sutil ( Germania) (Dallara 306-Toyota - Tom's) in 24'08.852
2. Koudai Tsukakoshi ( Giappone) (Dome 107-Mugen - Honda Team) a 5"112
3. Kazuya Oshima ( Giappone) (Dallara 306-Toyota - Tom's) a 7"914
4. Roberto Streit ( Brasile) (Dallara 306-Toyota - Inging) a 11"365
5. Marko Asmer ( Estonia) (Dallara 306-Nissan - Three Bond) a 28"866
6. Jonny Reid ( Nuova Zelanda) (Dallara 306-Toyota - Inging) a 29"120
7. Hideto Yasuoka ( Giappone) (Dallara 306-Toyota - Tom's) a 30"915
8. Takuya Izawa ( Giappone) (Dome 107-Mugen - Toda) a 31"833
9. Kōki Saga ( Giappone) (Dallara 306-Toyota - Le Beausset) a 37"005
10. Daisuke Ikeda ( Giappone) (Dallara 306-Toyota - EMS) a 37"584

Ordine d'arrivo Gara 2: (16 giri per un totale di 72,784 km)
Polesitter: Kazuya Oshima ( Giappone) (Dallara 306-Toyota - Tom's) in 1'35.766
1. Kazuya Oshima ( Giappone) (Dallara 306-Toyota - Tom's) in 35'08.269
2. Jonny Reid ( Nuova Zelanda) (Dallara 306-Toyota - Inging) a 25"657
3. Fabio Carbone ( Brasile) (Dallara 306-Nissan - Three Bond) a 30"803
4. Adrian Sutil ( Germania) (Dallara 306-Toyota - Tom's) a 36"432
5. Koudai Tsukakoshi ( Giappone) (Dome 107-Mugen - Honda Team) a 42"488
6. Daisuke Ikeda ( Giappone) (Dallara 306-Toyota - EMS) a 44"300
7. Satoru Okada ( Giappone) (Dallara 306-Toyota - EMS) a 1'07"141
8. Marko Asmer ( Estonia) (Dallara 306-Nissan - Three Bond) a 1'20"720
9. Motohiko Isozaki ( Giappone) (Dallara 306-Toyota - Zap Speed) a 1'26"209

02. Suzuka ( Giappone) (15-16/04/2006)
Ordine d'arrivo Gara 1: (12 giri per un totale di 69,684 km)
Polesitter: Roberto Streit ( Brasile) (Dallara 306-Toyota - Inging) in 2'09.361
1. Roberto Streit ( Brasile) (Dallara 306-Toyota - Inging) in 23'50.429
2. Kazuya Oshima ( Giappone) (Dallara 306-Toyota - Tom's) a 3"978
3. Fabio Carbone ( Brasile) (Dallara 306-Nissan - Three Bond) a 5"236
4. Takuya Izawa ( Giappone) (Dome 107-Mugen - Toda) a 7"176
5. Adrian Sutil ( Germania) (Dallara 306-Toyota - Tom's) a 16"122
6. Jonny Reid ( Nuova Zelanda) (Dallara 306-Toyota - Inging) a 17"355
7. Marko Asmer ( Estonia) (Dallara 306-Nissan - Three Bond) a 20"491
8. Hiroaki Ishiura ( Giappone) (Dallara 306-Toyota - Now Motorsport) a 21"440
9. Daisuke Ikeda ( Giappone) (Dallara 306-Toyota - EMS) a 23"894
10. Satoru Okada ( Giappone) (Dallara 306-Toyota - EMS) a 41"773

Ordine d'arrivo Gara 2: (17 giri per un totale di 98,719 km)
Polesitter: Fabio Carbone ( Brasile) (Dallara 306-Nissan - Three Bond) in 2'07.825
1. Takuya Izawa ( Giappone) (Dome 107-Mugen - Toda) in 33'19.346
2. Fabio Carbone ( Brasile) (Dallara 306-Nissan - Three Bond) a 2"549
3. Adrian Sutil ( Germania) (Dallara 306-Toyota - Tom's) a 3"154
4. Marko Asmer ( Estonia) (Dallara 306-Nissan - Three Bond) a 9"793
5. Roberto Streit ( Brasile) (Dallara 306-Toyota - Inging) a 11"597
6. Kazuya Oshima ( Giappone) (Dallara 306-Toyota - Tom's) a 11"673
7. Hiroaki Ishiura ( Giappone) (Dallara 306-Toyota - Now Motorsport) a 12"812
8. Hideto Yasuoka ( Giappone) (Dallara 306-Toyota - Tom's) a 15"822
9. Koudai Tsukakoshi ( Giappone) (Dome 107-Mugen - Honda Team) a 20"138
10. Jonny Reid ( Nuova Zelanda) (Dallara 306-Toyota - Inging) a 28"837

03. Motegi ( Giappone) (27-28/05/2006)
Ordine d'arrivo Gara 1: (14 giri per un totale di 67,144 km)
Polesitter: Kodai Tsukakoshi ( Giappone) (Dome 107-Mugen - Honda Team) in 1'46.006
1. Roberto Streit ( Brasile) (Dallara 306-Toyota - Inging) in 28'25.547
2. Jonny Reid ( Nuova Zelanda) (Dallara 306-Toyota - Inging) a 8"470
3. Adrian Sutil ( Germania) (Dallara 306-Toyota - Tom's) a 23"916
4. Marko Asmer ( Estonia) (Dallara 306-Nissan - Three Bond) a 29"856
5. Kazuya Oshima ( Giappone) (Dallara 306-Toyota - Tom's) a 31"187
6. Daisuke Ikeda ( Giappone) (Dallara 306-Toyota - EMS) a 35"296
7. Koudai Tsukakoshi ( Giappone) (Dome 107-Mugen - Honda Team) a 36"734
8. Hideto Yasuoka ( Giappone) (Dallara 306-Toyota - Tom's) a 44"636
9. Kōki Saga ( Giappone) (Dallara 306-Toyota - Le Beausset) a 50"520
10. Hiroaki Ishiura ( Giappone) (Dallara 306-Toyota - Now Motorsport) a 1'07"775

Ordine d'arrivo Gara 2: (20 giri per un totale di 95,920 km)
Polesitter: Adrian Sutil ( Germania) (Dallara 306-Toyota - Tom's) in 1'45.880
1. Adrian Sutil ( Germania) (Dallara 306-Toyota - Tom's) in 40'16.484
2. Fabio Carbone ( Brasile) (Dallara 306-Nissan - Three Bond) a 13"244
3. Koudai Tsukakoshi ( Giappone) (Dome 107-Mugen - Honda Team) a 18"853
4. Roberto Streit ( Brasile) (Dallara 306-Toyota - Inging) a 26"554
5. Takuya Izawa ( Giappone) (Dome 107-Mugen - Toda) a 43"946
6. Kazuya Oshima ( Giappone) (Dallara 306-Toyota - Tom's) a 48"315
7. Marko Asmer ( Estonia) (Dallara 306-Nissan - Three Bond) a 48"939
8. Hiroaki Ishiura ( Giappone) (Dallara 306-Toyota - Now Motorsport) a 51"354
9. Hideto Yasuoka ( Giappone) (Dallara 306-Toyota - Tom's) a 56"960
10. Kōki Saga ( Giappone) (Dallara 306-Toyota - Le Beausset) a 1'11"415

04. Okayama ( Giappone) (17-18/06/2006)
Ordine d'arrivo Gara 1: (19 giri per un totale di 70,338 km)
Polesitter: Kodai Tsukakoshi ( Giappone) (Dome 107-Mugen - Honda Team) in 1'25.685
1. Adrian Sutil ( Germania) (Dallara 306-Toyota - Tom's) in 28'59.510
2. Koudai Tsukakoshi ( Giappone) (Dome 107-Mugen - Honda Team) a 31"711
3. Takuya Izawa ( Giappone) (Dome 107-Mugen - Toda) a 38"665
4. Fabio Carbone ( Brasile) (Dallara 306-Nissan - Three Bond) a 41"526
5. Hiroaki Ishiura ( Giappone) (Dallara 306-Toyota - Now Motorsport) a 42"313
6. Marko Asmer ( Estonia) (Dallara 306-Nissan - Three Bond) a 42"998
7. Daisuke Ikeda ( Giappone) (Dallara 306-Toyota - EMS) a 54"662
8. Kazuya Oshima ( Giappone) (Dallara 306-Toyota - Tom's) a 55"021
9. Kōki Saga ( Giappone) (Dallara 306-Toyota - Le Beausset) a 1'03"191
10. Jonny Reid ( Nuova Zelanda) (Dallara 306-Toyota - Inging) a 1'03"447

Ordine d'arrivo Gara 2: (24 giri per un totale di 88,848 km)
Polesitter: Adrian Sutil ( Germania) (Dallara 306-Toyota - Tom's) in 1'25.627
1. Adrian Sutil ( Germania) (Dallara 306-Toyota - Tom's) in 38'54.164
2. Marko Asmer ( Estonia) (Dallara 306-Nissan - Three Bond) a 5"901
3. Fabio Carbone ( Brasile) (Dallara 306-Nissan - Three Bond) a 12"750
4. Koudai Tsukakoshi ( Giappone) (Dome 107-Mugen - Honda Team) a 13"353
5. Takuya Izawa ( Giappone) (Dome 107-Mugen - Toda) a 15"307
6. Daisuke Ikeda ( Giappone) (Dallara 306-Toyota - EMS) a 33"721
7. Hiroaki Ishiura ( Giappone) (Dallara 306-Toyota - Now Motorsport) a 34"601
8. Roberto Streit ( Brasile) (Dallara 306-Toyota - Inging) a 36"207
9. Satoru Okada ( Giappone) (Dallara 306-Toyota - EMS) a 40"902
10. Kōki Saga ( Giappone) (Dallara 306-Toyota - Le Beausset) a 59"575

05. Suzuka ( Giappone) (08-09/07/2006)
Ordine d'arrivo Gara 1: (12 giri per un totale di 69,684 km)
Polesitter: Kodai Tsukakoshi ( Giappone) (Dome 107-Mugen - Honda Team) in 1'58.197
1. Koudai Tsukakoshi ( Giappone) (Dome 107-Mugen - Honda Team) in 23'48.965
2. Takuya Izawa ( Giappone) (Dome 107-Mugen - Toda) a 8"890
3. Adrian Sutil ( Germania) (Dallara 306-Toyota - Tom's) a 11"927
4. Roberto Streit ( Brasile) (Dallara 306-Toyota - Inging) a 14"128
5. Hiroaki Ishiura ( Giappone) (Dallara 306-Toyota - Now Motorsport) a 15"214
6. Fabio Carbone ( Brasile) (Dallara 306-Nissan - Three Bond) a 16"497
7. Jonny Reid ( Nuova Zelanda) (Dallara 306-Toyota - Inging) a 22"487
8. Hideto Yasuoka ( Giappone) (Dallara 306-Toyota - Tom's) a 23"431
9. Wataru Kobayakawa ( Giappone) (Dallara 306-Toyota - EMS) a 31"249
10. Motohiko Isozaki ( Giappone) (Dallara 306-Toyota - Zap Speed) a 33"426

Ordine d'arrivo Gara 2: (17 giri per un totale di 98,719 km)
Polesitter: Koudai Tsukakoshi ( Giappone) (Dome 107-Mugen - Honda Team) in 1'57.424
1. Takuya Izawa ( Giappone) (Dome 107-Mugen - Toda) in 34'27.674
2. Koudai Tsukakoshi ( Giappone) (Dome 107-Mugen - Honda Team) a 3"146
3. Adrian Sutil ( Germania) (Dallara 306-Toyota - Tom's) a 4"261
4. Kazuya Oshima ( Giappone) (Dallara 306-Toyota - Tom's) a 4"847
5. Marko Asmer ( Estonia) (Dallara 306-Nissan - Three Bond) a 5"125
6. Fabio Carbone ( Brasile) (Dallara 306-Nissan - Three Bond) a 6"992
7. Roberto Streit ( Brasile) (Dallara 306-Toyota - Inging) a 7"602
8. Daisuke Ikeda ( Giappone) (Dallara 306-Toyota - EMS) a 16"033
9. Kōki Saga ( Giappone) (Dallara 306-Toyota - Le Beausset) a 24"773
10. Motohiko Isozaki ( Giappone) (Dallara 306-Toyota - Zap Speed) a 38"470

06. Autopolis ( Giappone) (05-06/08/2006)
Ordine d'arrivo Gara 1: (14 giri per un totale di 65,422 km)
Polesitter: Kazuya Oshima ( Giappone) (Dallara 306-Toyota - Tom's) in 1'42.356
1. Kazuya Oshima ( Giappone) (Dallara 306-Toyota - Tom's) in 24'18.943
2. Roberto Streit ( Brasile) (Dallara 306-Toyota - Inging) a 2"887
3. Takuya Izawa ( Giappone) (Dome 107-Mugen - Toda) a 12"830
4. Fabio Carbone ( Brasile) (Dallara 306-Nissan - Three Bond) a 14"502
5. Jonny Reid ( Nuova Zelanda) (Dallara 306-Toyota - Inging) a 18"551
6. Adrian Sutil ( Germania) (Dallara 306-Toyota - Tom's) a 19"323
7. Koudai Tsukakoshi ( Giappone) (Dome 107-Mugen - Honda Team) a 20"251
8. Marko Asmer ( Estonia) (Dallara 306-Nissan - Three Bond) a 21"361
9. Daisuke Ikeda ( Giappone) (Dallara 306-Toyota - EMS) a 26"790
10. Hiroaki Ishiura ( Giappone) (Dallara 306-Toyota - Now Motorsport) a 27"775

Ordine d'arrivo Gara 2: (20 giri per un totale di 93,460 km)
Polesitter: Kazuya Oshima ( Giappone) (Dallara 306-Toyota - Tom's) in 1'42.257
1. Roberto Streit ( Brasile) (Dallara 306-Toyota - Inging) in 35'10.230
2. Kazuya Oshima ( Giappone) (Dallara 306-Toyota - Tom's) a 6"919
3. Adrian Sutil ( Germania) (Dallara 306-Toyota - Tom's) a 10"248
4. Koudai Tsukakoshi ( Giappone) (Dome 107-Mugen - Honda Team) a 14"829
5. Jonny Reid ( Nuova Zelanda) (Dallara 306-Toyota - Inging) a 20"864
6. Marko Asmer ( Estonia) (Dallara 306-Nissan - Three Bond) a 21"793
7. Takuya Izawa ( Giappone) (Dome 107-Mugen - Toda) a 32"243
8. Hiroaki Ishiura ( Giappone) (Dallara 306-Toyota - Now Motorsport) a 33"072
9. Kōki Saga ( Giappone) (Dallara 306-Toyota - Le Beausset) a 43"142
10. Daisuke Ikeda ( Giappone) (Dallara 306-Toyota - EMS) a 43"666

07. Fuji ( Giappone) (26-27/08/2006)
Ordine d'arrivo Gara 1: (15 giri per un totale di 68,235 km)
Polesitter: Koudai Tsukakoshi ( Giappone) (Dome 107-Mugen - Honda Team) in 1'38.545
1. Kazuya Oshima ( Giappone) (Dallara 306-Toyota - Tom's) in 24'33.668
2. Marko Asmer ( Estonia) (Dallara 306-Nissan - Three Bond) a 9"596
3. Fabio Carbone ( Brasile) (Dallara 306-Nissan - Three Bond) a 15"926
4. Roberto Streit ( Brasile) (Dallara 306-Toyota - Inging) a 17"072
5. Jonny Reid ( Nuova Zelanda) (Dallara 306-Toyota - Inging) a 18"930
6. Takuya Izawa ( Giappone) (Dome 107-Mugen - Toda) a 24"225
7. Hiroaki Ishiura ( Giappone) (Dallara 306-Toyota - Now Motorsport) a 24"978
8. Kōki Saga ( Giappone) (Dallara 306-Toyota - Le Beausset) a 27"088
9. Daisuke Ikeda ( Giappone) (Dallara 306-Toyota - EMS) a 29"496
10. Hiroyuki Matsumura ( Giappone) (Dallara 306-Toyota - Tom's) a 40"620

Ordine d'arrivo Gara 2: (21 giri per un totale di 95,529 km)
Polesitter: Kazuya Oshima ( Giappone) (Dallara 306-Toyota - Tom's) in 1'38.155
1. Adrian Sutil ( Germania) (Dallara 306-Toyota - Tom's) in 37'19.500
2. Kazuya Oshima ( Giappone) (Dallara 306-Toyota - Tom's) a 2"491
3. Roberto Streit ( Brasile) (Dallara 306-Toyota - Inging) a 4"301
4. Takuya Izawa ( Giappone) (Dome 107-Mugen - Toda) a 16"781
5. Marko Asmer ( Estonia) (Dallara 306-Nissan - Three Bond) a 17"405
6. Fabio Carbone ( Brasile) (Dallara 306-Nissan - Three Bond) a 20"394
7. Jonny Reid ( Nuova Zelanda) (Dallara 306-Toyota - Inging) a 20"826
8. Hiroaki Ishiura ( Giappone) (Dallara 306-Toyota - Now Motorsport) a 25"753
9. Daisuke Ikeda ( Giappone) (Dallara 306-Toyota - EMS) a 28"692
10. Kōki Saga ( Giappone) (Dallara 306-Toyota - Le Beausset) a 37"157

08. Sugo ( Giappone) (16-17/09/2006)
Ordine d'arrivo Gara 1: (18 giri per un totale di 66,654 km)
Polesitter: Fabio Carbone ( Brasile) (Dallara 306-Nissan - Three Bond) in 1'16.687
1. Fabio Carbone ( Brasile) (Dallara 306-Nissan - Three Bond) in 23'16.058
2. Kazuya Oshima ( Giappone) (Dallara 306-Toyota - Tom's) a 2"533
3. Adrian Sutil ( Germania) (Dallara 306-Toyota - Tom's) a 6"587
4. Roberto Streit ( Brasile) (Dallara 306-Toyota - Inging) a 11"571
5. Koudai Tsukakoshi ( Giappone) (Dome 107-Mugen - Honda Team) a 13"605
6. Takuya Izawa ( Giappone) (Dome 107-Mugen - Toda) a 19"586
7. Daisuke Ikeda ( Giappone) (Dallara 306-Toyota - EMS) a 25"826
8. Marko Asmer ( Estonia) (Dallara 306-Nissan - Three Bond) a 26"948
9. Jonny Reid ( Nuova Zelanda) (Dallara 306-Toyota - Inging) a 30"367
10. Kōki Saga ( Giappone) (Dallara 306-Toyota - Le Beausset) a 32"237

Ordine d'arrivo Gara 2: (26 giri per un totale di 96,278 km)
Polesitter: Fabio Carbone ( Brasile) (Dallara 306-Nissan - Three Bond) in 1'16.257
1. Fabio Carbone ( Brasile) (Dallara 306-Nissan - Three Bond) in 42'48.812
2. Adrian Sutil ( Germania) (Dallara 306-Toyota - Tom's) a 4"894
3. Roberto Streit ( Brasile) (Dallara 306-Toyota - Inging) a 12"044
4. Kazuya Oshima ( Giappone) (Dallara 306-Toyota - Tom's) a 14"563
5. Koudai Tsukakoshi ( Giappone) (Dome 107-Mugen - Honda Team) a 16"255
6. Marko Asmer ( Estonia) (Dallara 306-Nissan - Three Bond) a 22"240
7. Takuya Izawa ( Giappone) (Dome 107-Mugen - Toda) a 46"929
8. Kōki Saga ( Giappone) (Dallara 306-Toyota - Le Beausset) a 47"363
9. Daisuke Ikeda ( Giappone) (Dallara 306-Toyota - EMS) a 50"680
10. Hiroyuki Matsumura ( Giappone) (Dallara 306-Toyota - Tom's) a 50"856

09. Motegi ( Giappone) (21-22/10/2006)
Ordine d'arrivo Gara 1: (14 giri per un totale di 67,144 km)
Polesitter: Hiroaki Ishiura ( Giappone) (Dallara 306-Toyota - Now Motorsport) in 1'46.421
1. Hiroaki Ishiura ( Giappone) (Dallara 306-Toyota - Now Motorsport) in 25'13.677
2. Koudai Tsukakoshi ( Giappone) (Dome 107-Mugen - Honda Team) a 1"518
3. Takuya Izawa ( Giappone) (Dome 107-Mugen - Toda) a 3"345
4. Fabio Carbone ( Brasile) (Dallara 306-Nissan - Three Bond) a 6"637
5. Roberto Streit ( Brasile) (Dallara 306-Toyota - Inging) a 8"688
6. Daisuke Ikeda ( Giappone) (Dallara 306-Toyota - EMS) a 15"683
7. Kōki Saga ( Giappone) (Dallara 306-Toyota - Le Beausset) a 16"797
8. Satoru Okada ( Giappone) (Dallara 306-Toyota - EMS) a 21"255
9. Hiroyuki Matsumura ( Giappone) (Dallara 306-Toyota - Tom's) a 23"546
10. Motohiko Isozaki ( Giappone) (Dallara 306-Toyota - Zap Speed) a 27"219

Ordine d'arrivo Gara 2: (20 giri per un totale di 95,920 km)
Polesitter: Adrian Sutil ( Germania) (Dallara 306-Toyota - Tom's) in 1'45.736
1. Marko Asmer ( Estonia) (Dallara 306-Nissan - Three Bond) in 36'02.297
2. Kōki Saga ( Giappone) (Dallara 306-Toyota - Le Beausset) a 33"424
3. Roberto Streit ( Brasile) (Dallara 306-Toyota - Inging) a 33"585
4. Jonny Reid ( Nuova Zelanda) (Dallara 306-Toyota - Inging) a 35"276
5. Takuya Izawa ( Giappone) (Dome 107-Mugen - Toda) a 35"784
6. Hiroaki Ishiura ( Giappone) (Dallara 306-Toyota - Now Motorsport) a 36"636
7. Daisuke Ikeda ( Giappone) (Dallara 306-Toyota - EMS) a 42"049
8. Satoru Okada ( Giappone) (Dallara 306-Toyota - EMS) a 50"434
9. Motohiko Isozaki ( Giappone) (Dallara 306-Toyota - Zap Speed) a 59"390
10. Hiroyuki Matsumura ( Giappone) (Dallara 306-Toyota - Tom's) a 1'10"686

## Classifica generale
1. Adrian Sutil ( Germania) (Tom's)  211
2. Roberto Streit ( Brasile) (Inging)  184
3. Kazuya Oshima ( Giappone) (Tom's)  175
4. Fabio Carbone ( Brasile) (Three Bond)  166
5. Takuya Izawa ( Giappone) (Toda)  158
6. Koudai Tsukakoshi ( Giappone) (Honda Team)  146
7. Marko Asmer ( Estonia) (Three Bond)  129
8. Jonny Reid ( Nuova Zelanda) (Inging)  88
9. Hiroaki Ishiura ( Giappone) (Now Motorsport)  68
10. Daisuke Ikeda ( Giappone) (EMS)  51
11. Kōki Saga ( Giappone) (Le Beausset)  20
12. Hideto Yasuoka ( Giappone) (Tom's)  15
13. Satoru Okada ( Giappone) (EMS)  7
14. Motohiko Isozaki ( Giappone) (Zap Speed)  4
15. Wataru Kobayakawa ( Giappone) (EMS)  2
16. Hiroyuki Matsumura ( Giappone) (Tom's)  2